# والتر كامبل
والتر كامبل (بالإنجليزية: Walter Campbell)‏ هو محام بالقضاء العالي وقاضي أسترالي، ولد في 4 مارس 1921 في Burringbar, New South Wales ‏ في أستراليا، وتوفي في 4 سبتمبر 2004 في Ascot, Queensland ‏ في أستراليا.